# Puerta fortificada

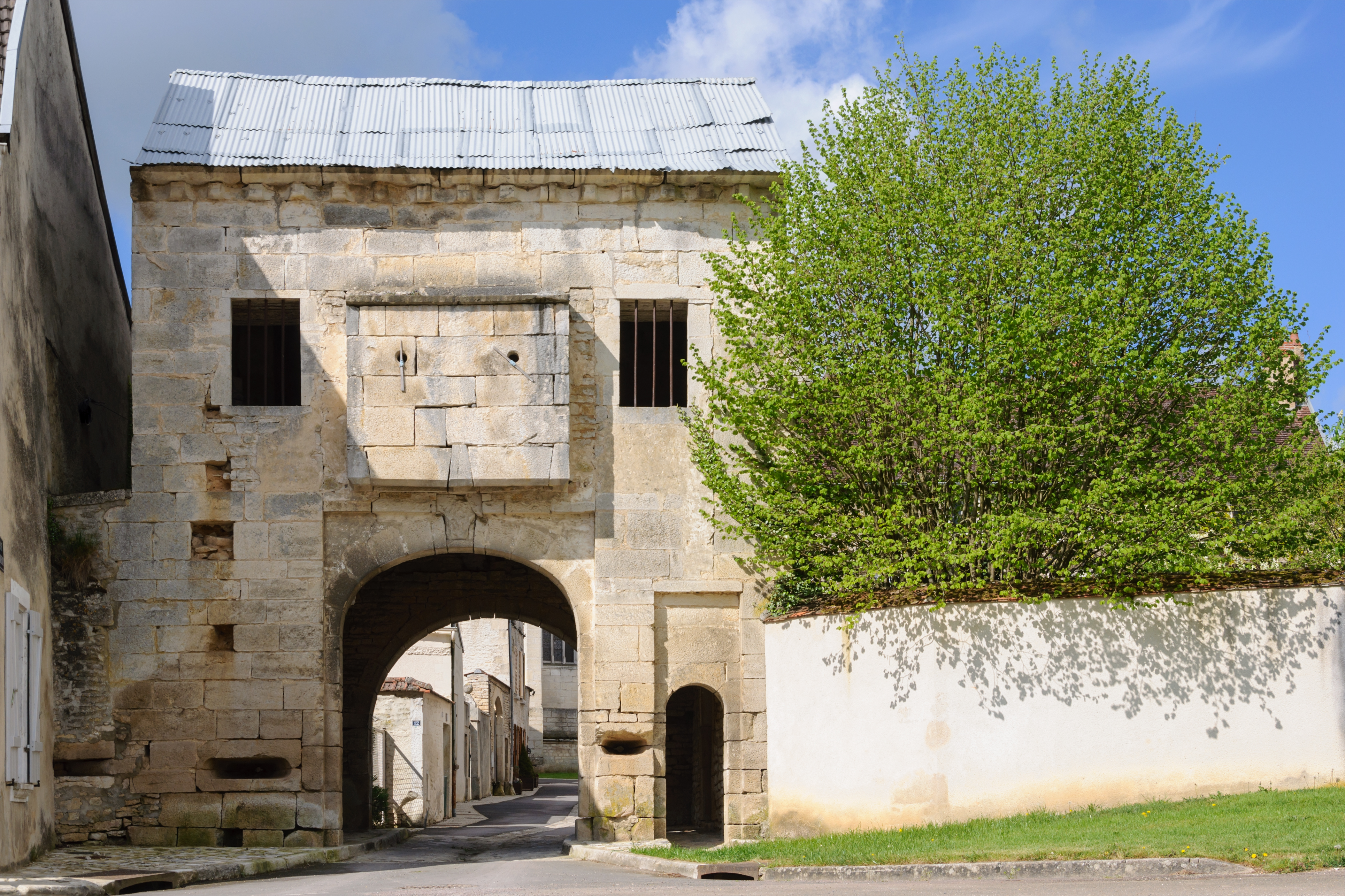
Puerta frtificada de Nuits en Francia

Se llama puerta fortificada a las puertas que sobre todo, en la Edad Media, tenían puente levadizo que servía de defensa en la entrada a una ciudad. 
Las puertas fortificadas estaban de ordinario flanqueadas por torrecillas en cada uno de sus ángulos y coronadas por una galería sostenida por barbacanas que permitían a los sitiados lanzar proyectiles sobre el ejército sitiador. 
La mayor parte de estas puertas estaban coronadas por techumbres muy altas. 